# Europeismo

La bandiera dell'Unione Europea

L'europeismo è un insieme di correnti ideali, movimenti politici e iniziative concrete volti a favorire l'integrazione europea degli Stati d'Europa in un ordinamento sovranazionale più vasto che si estenda su tutto il continente prevaricando le differenze culturali e sociali di ogni popolo europeo.. Ad esempio l'europeismo si esprime prevalentemente a favore dell'Unione europea e di una sua maggiore e allargamento e rafforzamento. Le correnti che vi si oppongono sono identificate principalmente con il termine di euroscetticismo.
È un termine che racchiude in sé le norme e i valori che gli europei hanno in comune, e che trascendono l'identità nazionale o statale. Oltre ad aiutare a promuovere l'integrazione dell'Unione europea, questa dottrina fornisce anche la base per le analisi che caratterizzano la politica europea, l'economia e la società come il riflesso di un'identità condivisa. Gli oppositori a questa idea sottolineano che ci sono varie differenze tra i gruppi europei e che i fattori visti come caratteristica di questa cultura condivisa non necessariamente seguono le sue premesse.

## Storia

### Il concetto di europeismo nell'era moderna
Il concetto di Europa si sviluppa al termine del Medioevo, in coincidenza dell'Umanesimo e del Rinascimento, in antitesi al concetto di Cristianità fino ad allora prevalente. Assieme al concetto geo-politico di Europa si sviluppano progetti politici per la sua organizzazione unitaria, al fine di porre termine ai conflitti tra gli Stati europei che segnavano l'epoca della Controriforma. L'Umanesimo e il Rinascimento diedero vita ad una "repubblica dei dotti", una comunanza culturale a livello continentale tra letterati che diede fondamento all'idea di una unità culturale del continente europeo e che, nei secoli successivi, avrebbe portato all'Illuminismo.
Fu l'umanista olandese Erasmo da Rotterdam tra i primi a proporre un concerto europeo dei sovrani. Ulteriori progetti politici per la "pace perpetua" attraverso l'unificazione europea vennero redatti nel XVII secolo dal duca di Sully, il ministro delle finanze di Enrico IV di Francia, per una respublica christianissima che garantisse la convivenza tra cattolici, luterani e calvinisti e la libertà di commercio. Il progetto del duca di Sully prevedeva un Consiglio che rappresentasse i quindici principali Stati europei, oltre a sei Consigli competenti per aree regionali, e ciascuno dotato di un esercito sovranazionale. La respublica di Sully avrebbe potuto imporre leggi ai propri Stati, ripartire le imposte, e redistribuire le conquiste territoriali coloniali.
Nel 1623, il francese Émeric Crucé (1590?-1648) pubblicava il Nouveau Cynée. Nella sua opera, Crucé immaginava una "Società universale delle Nazioni" in grado di sostituire alla guerra un tribunale internazionale per regolare i conflitti d'interesse tra gli Stati europei, tribunale dotato di un proprio esercito per assicurare la messa in atto delle decisioni e tutelare quei sovrani minacciati da rivolte popolari.
Similarmente a Crucé, l'idea di abbandonare il dominio della forza a favore del dominio della legge fu centrale nell'opera del giurista e filosofo olandese Ugo Grozio (1583-1645), così come di quella del quacchero inglese William Penn (1644-1718), che propugnava l'idea di un parlamento in grado di stabilire norme internazionali e sanzionare gli Stati che le violassero.
In ciascuno di questi piani utopistici non mancava, tuttavia, l'interesse particolaristico degli Stati d'origine dei pensatori: Sully intendeva anche garantire la Francia in relazione all'Impero tedesco; Crucé voleva proteggere i regimi monarchici assolutisti dalla minaccia delle repubbliche popolari; Penn intendeva garantire all'Inghilterra una preminenza nella promozione di questa Lega Europea per opporsi alla Francia di Luigi XIV.
La fine delle guerre di religione avvenne, anziché tramite una unificazione continentale, tramite un equilibrio di potenza sanzionato con la pace di Westfalia (1648) e con il trattato di Utrecht (1712-1713), che posero rispettivamente fine alla guerra dei Trent'anni e alla guerra di successione spagnola. Tuttavia, la prassi politico-diplomatica dell'equilibrio non si trasformò in una norma giuridica, dando vita ad ulteriori conflitti europei nel XVIII secolo.
Ulteriori proposte pacifiste per l'unificazione degli Stati europei vennero, in quegli anni, da Saintard (1747), Ange Goudar (1757), Lilienfeld (1716-1785) con il suo Neues Staatsgebäude in drey Büchern (1767) e, soprattutto, da Charles-Irénée Castel, l'"abate di St. Pierre". Quest'ultimo propose l'istituzione di una lega di Stati europei, un Corps Européens, basato sul libero commercio e gestito con minuziose procedure di voto, oltre che dotato di un esercito proprio per prevalere su eventuali rivolte, pur nell'autonomia interna di ciascuno Stato membro.
Tutti i progetti europeisti settecenteschi si basavano sull'unità tra gli Stati europei, intesi come monarchie, anziché tra i popoli europei intesi come soggetti politici. Quest'ultimo concetto venne introdotto solo al tempo della Rivoluzione francese. La partecipazione democratica del popolo alla gestione della cosa pubblica, centrale nella Francia rivoluzionaria, si fuse presto con un concetto di difesa della Patria e della nazione francese dall'attacco congiunto degli altri Stati monarchici europei, finendo per esportare tale nazionalismo come fondamento dei movimenti anti-assolutistici nel resto d'Europa. L'europeismo ottocentesco si trovava pertanto dilaniato tra la ricerca della pace attraverso l'unità continentale e la ricerca della democrazia popolare attraverso l'indipendenza nazionale e la sovranità statale assoluta.
Un tentativo di risolvere questa contraddizione venne dall'opera del politico ed economista statunitense Alexander Hamilton (1755-1804) nella Costituzione degli Stati Uniti d'America sancita nel 1787 a Filadelfia, si proponeva così come strumento per arrivare ad una compensazione tra autonomia statale e ordinamento sovranazionale.

### L'europeismo nell'Ottocento
Il Congresso di Vienna e la Restaurazione posero fine a tali ideali liberal-democratici. Tuttavia, il Congresso delle Nazioni stabilito nel 1815 rappresentava già una prima organizzazione, seppure puramente diplomatica, tra gli stati europei, per la regolazione degli affari continentali. Altrettanto, il romanticismo ottocentesco propugnava una visione culturale nazionalista, che negava l'ideale culturale universalista dell'Illuminismo a favore di un particolarismo nazionale.
Non mancò tuttavia chi, come il socialista utopista Claude Henri de Saint-Simon e lo storico Jacques-Nicolas-Augustin Thierry nel loro De la Réorganisation de la société européenne (1814), riprendeva l'ideale kantiano di un legame tra pace e libertà,  interpretando l'unità europea nei termini di un'unione dei popoli. Saint-Simon e Thierry proponevano un sistema politico continentale basato sull'accordo tra Francia ed Inghilterra e sulla creazione di un Parlamento ispirato al modello inglese.
Il concetto di "europeismo dei popoli" risorse presto con le rivoluzioni del 1830 e del 1848, seppur restando denso di contraddizioni. Giuseppe Mazzini, con la sua Giovine Italia e Giovine Europa, fu tra quei rivoluzionari convinti che la collaborazione tra i popoli d'Europa sarebbe venuta una volta che gli stati del continente fossero stati organizzati come repubbliche indipendenti e costituzionali.
La visione del federalismo ritornò negli studi di Carlo Cattaneo, che poneva l'obiettivo finale degli Stati Uniti d'Europa, così come in quella dell'inglese John Robert Seeley. Questi, nel 1871 segnato dalla guerra franco-prussiana, indicava l'obiettivo dell'unità continentale come necessario non solo a superare i rischi dell'anarchia internazionale, ma anche a governare gli effetti della rivoluzione industriale e a non far sì che USA e Russia, gli unici Stati già dotati di una dimensione continentale, arrivassero a sopraffare il continente. Da qui la necessità di un federalismo continentale basato su un vasto movimento popolare anziché solo su pratiche diplomatiche.
Nell'ultima parte del XIX secolo le istanze europeiste rimasero marginali, nonostante furono portate avanti da varie personalità come il francese Charles Lemonnier, direttore del periodico Les États Unis d'Europe, o degli svizzeri Konstantin Franz, che propugnava un federalismo mondiale, e Johann Kaspar Bluntschli, che nel 1881 propose una federazione tra 18 stati europei.
La fine della Belle Époque vide il principio nazionale degenerare in nazionalismo e imperialismo aggressivo. L'allargarsi del suffragio spinse portò alla creazione di partiti sempre più di massa, che si rifacevano alle grandi ideologie del liberalismo, della democrazia e del socialismo, attraverso le quali l'europeismo prendeva i connotati di un problema politico concreto anziché solo di una discussione utopistica.

### L'europeismo nel primo dopoguerra
La Grande Guerra provocò un soprassalto d'europeismo nel primo dopoguerra, basato sui principi wilsoniani (i "14 punti" di Woodrow Wilson): autodeterminazione dei popoli, tutela delle minoranze, libero commercio, riduzione degli armamenti, rifiuto della guerra come metodo di soluzione delle controversie. La Società delle Nazioni, fondata nel 1919, si proponeva di garantire la pace tra i suoi stati membri, in maggioranza europei. Tuttavia la sua inefficacia spinse presto varie personalità ad immaginare nuove soluzioni.
L'europeismo degli anni '20 e '30 si basava sulla volontà di restituire al vecchio continente la primazia mondiale perduta con la Grande Guerra. Tra i suoi propulsori, lo scrittore e sociologo spagnolo José Ortega y Gasset, fautore di un unico grande Stato europeo che superasse divisioni etniche e nazionali. Tra i federalisti, Luigi Einaudi criticava il permanere alla base della Società delle Nazioni della sovranità statale assoluta, da lui considerata la radice delle guerre. Assieme a Giovanni Agnelli e Attilio Cabiati, Einaudi proponeva una Federazione europea o Lega delle nazioni in grado di fare tesoro dell'esperienza bellica tramite la messa in comune delle materie prime per la ricostruzione economica.
Progetti più prettamente politici di unificazione continentale nel primo dopoguerra furono quelli di Richard Nicolas von Coudenhove-Kalergi, fondatore del movimento Paneuropa (1923), e promotore nel 1926 e 1930 di congressi per la nascita degli Stati Uniti d'Europa, dando vita ad un movimento d'opionione che raccolse l'adesione dei principali intellettuali dell'epoca (Thomas Mann, Sigmund Freud, Albert Einstein, Paul Claudel, Paul Valéry, Lucien Romier, Miguel de Unamuno).
Affascinato dalle idee di Coudenhove-Kalergi, il primo ministro francese Aristide Briand, già patrocinatore della riconciliazione franco-tedesca e dell'ingresso della Germania nella Società delle Nazioni, d'accordo con il cancelliere tedesco Gustav Stresemann, propose nel 1929 la creazione di un vincolo politico, economico e sociale tra gli Stati europei, in base alla formula “unirsi o perire”. Tuttavia la proposta non andò lontano, per l'opposizione dell'Italia fascista e per la crisi economica che venne a colpire la Germania di Weimar.
Gli anni '30 furono così gli anni del risorgere del nazionalismo e dell'autoritarismo in Europa, preludio alla Seconda Guerra Mondiale a venire, che avrebbe definitivamente tolto l'Europa dal centro del mondo. Nel frattempo, nel 1939 in Gran Bretagna nasceva il primo movimento europeista di esplicito orientamento federalista, la Federal Union.

### L'europeismo nel secondo dopoguerra
L'Europeismo del secondo dopoguerra si basò sull'esperienza di tanti che ebbero attraversato il conflitto mondiale. Un ruolo importante per l'europeismo su scala continentale venne dalla riflessione di due antifascisti italiani, Ernesto Rossi e Altiero Spinelli, confinati sull'isola di Ventotene assieme al socialista triestino Eugenio Colorni. Dalla lettura delle lettere di Einaudi e dei federalisti britannici, questi redassero nel 1941 un "Manifesto per l’Europa libera e unita", ideale atto di nascita del federalismo europeo contemporaneo come soluzione al disfacimento dello stato-nazione dimostrato dalle due guerre mondiali, e dell'ostilità del socialismo sovietico verso la democrazia occidentale, cui aveva preferito il patto con Hitler. Per i federalisti, la guerra non sarebbe stata superata dalla semplice sconfitta della Germania né da una nuova Società delle Nazioni (l'ONU), ma dal superamento del sistema delle sovranità nazionali attraverso il loro trasferimento ad una struttura federale europea dotata di governo, parlamento e corte di giustizia, come prima tappa verso una federazione democratica mondiale. A tal fine nasceva nel 1943 a Milano il Movimento Federalista Europeo, mentre organizzazioni simili si strutturavano negli altri paesi d'Europa in concomitanza con la Liberazione.
Con la guerra fredda e la fine definitiva della centralità dell'Europa nel mondo, le idee europeiste trovarono ancora più presa. Esse affermavano la necessità di consolidare la democrazia e il libero mercato in una federazione europea, al fine di non ritornare al conflitto permanente dovuto al protezionismo e all'autoritarismo. Nel 1946 si strutturò lUnion Européenne des Fédéralistes (UEF), che tenne il primo congresso l'anno successivo a Montreux. I federalisti, fautori di una unione ottenuta tramite la mobilitazione dal basso delle masse di cittadini, si opponevano ai confederalisti, che sulla scia di Coudenhove-Kalergi e Briand intendevano arrivare alla federazione europea attraverso un processo dall'alto basato sulla diplomazia e sulla cooperazione tra gli stati, mantenendo le sovranità nazionali seppur limitate. Grandi statisti quali Winston Churchill e Charles De Gaulle aderirono a questo ideale. Da presidente dello United Europe Movement inglese, Churchill organizzò per il 1948 un grande congresso sull'Europa all'Aja, cui presero parte intellettuali (Salvador de Madariaga, Ignazio Silone, de Rougemont, Marc e Spinelli) e leader politici europei (Léon Blum, Robert Schuman, Konrad Adenauer, Alcide De Gasperi). Da esso nacque il Consiglio d'Europa (1949) come organizzazione intergovernativa, e il Movimento Europeo (1950) come organizzazione unitaria della società civile europeista.
Gli sforzi di unificazione degli anni '40, tuttavia, non diedero i risultati sperati da buona parte degli europeisti dell'epoca, per via del loro orientamento prettamente intergovernativo e confederalista. Dal 1950, con la presidenza di Paul Henri Spaak, il movimento europeista assunse sempre più le idee della corrente (neo) funzionalista, che portò negli anni successivi allo stabilimento della Comunità europea del carbone e dell'acciaio (1952) e della Comunità economica europea ed Euratom nel 1957, pur nel fallimento della Comunità europea di difesa.

### Europeismo e integrazione europea
Da qui in avanti, la storia del movimento europeista e del movimento federalista europeo restano strettamente legate a quella dell'Unione europea in via di costituzione, di cui costituiscono un nucleo di avanguardia per il suo approfondimento e democratizzazione, come nella battaglia per l'elezione diretta del Parlamento europeo negli anni '70.
L'approccio prevalentemente istituzionale e mercantile, lamentato nell'evoluzione successiva dell'Unione europea, ha fatto parlare di disillusione anche tra alcuni sostenitori dell'integrazione.

## Caratteri dell'europeismo contemporaneo
Tentativi di individuare i caratteri fondamentali che individuano l'europeismo sono stati fatti da vari studiosi.

### Jürgen Habermas e Jacques Derrida
In un articolo sulla FAZ, i filosofi Jürgen Habermas e Jacques Derrida hanno sottolineato i sei caratteri a loro dire rappresentativi di una comune "mentalità politica europea", in opposizione all'unipolarismo statunitense rappresentato dalla guerra in Iraq del 2003. Tra questi ci sono:
- la secolarizzazione;
- la fiducia nello stato e lo scetticismo verso il mercato;
- aspettative realistiche sul progresso tecnologico;
- lo stato sociale;
- l'opposizione all'uso della forza;
- il multilateralismo nel quadro delle Nazioni Unite.

### John McCormick
Uno studio condotto dal politologo John McCormick ha preso spunto da queste idee, e ha identificato i seguenti come attributi fondamentali dell'europeismo:
- Un ripensamento del significato di cittadinanza e di patriottismo. Per quanto riguarda quest'ultimo, l'orgoglio nel proprio paese viene sostituita con l'orgoglio nelle idee, altrimenti noto come patriottismo costituzionale. L'identificazione con le nazioni o stati è sempre più unito con l'identificazione con l'Europa.
- Il cosmopolitismo, o un'associazione con idee universali, e la convinzione che tutti gli europei, e forse anche tutti gli esseri umani, appartengano ad un'unica comunità morale che trascende i confini statali o identità nazionali. Il locale e il globale non possono essere separati.
- Il comunitarismo, che - in contrasto con l'enfasi liberale sui diritti individuali - sostiene un equilibrio tra interessi individuali e comunitari, sottolineando le responsabilità di governo a tutti coloro che vivono sotto la sua giurisdizione. L'europeismo sostiene che la società possa essere a volte un giudice migliore di ciò che è bene per le persone, piuttosto che viceversa.
- La società collettiva. L'europeismo sottolinea come le divisioni della società si verifichino nonostante i tentativi di garantire pari opportunità, e accetta il ruolo dello Stato come responsabile economico e come garante del benessere sociale.
- Il welfarismo, o un riferimento alle idee europeiste che mentre sforzo individuale va accolto con favore, applaudito e premiato, la comunità ha la responsabilità di lavorare per garantire pari opportunità a tutti, e che le risorse siano equamente distribuite. L'europeismo sottolinea la parità di risultati oltre le pari opportunità.
- Lo sviluppo sostenibile, o la convinzione che lo sviluppo debba soddisfare le esigenze del presente senza compromettere le necessità delle generazioni future.
- Ridefinire la famiglia. Il ruolo e la forma della famiglia europea sta cambiando, con un minor numero di europei che scelgono di sposarsi, la loro età al matrimonio in aumento, i loro tassi di divorzio in crescita, i loro tassi di fertilità in declino, più bambini che nascono fuori del matrimonio, e più famiglie monoparentali.
- Lavorare per vivere. Gli europei, post-materialisti, lavorano meno ore, sono più produttivi, e hanno sviluppato le leggi e le politiche favorevoli alla famiglia.
- Diritti penali. In materia di giustizia penale, l'europeismo significa una maggiore enfasi sui diritti individuali, e una preferenza per la risoluzione delle controversie attraverso la negoziazione piuttosto che lo scontro con la legge.
- Il multiculturalismo, in cui l'Europa ha una tradizione lunga e spesso trascurata che deriva dalla diversità delle società europee, e l'abitudine europeista di integrare valori e funzionalità tipiche di nuovi gruppi con i quali le sue culture dominanti sono venuti a contatto. Questa è stata contestata negli ultimi tempi dalla maggiore diversità razziale e religiosa dell'Europa.
- La laicità è probabilmente quella qualità più chiaramente associata con l'Europa: mentre la religione continua a crescere nella maggior parte del resto del mondo, in quasi tutti i paesi europei il suo ruolo è in declino, e svolge un ruolo sempre più marginale nella politica e nella vita pubblica.
- L'opposizione alla pena di morte. Questa è vietata in tutti gli Stati membri dell'Unione europea e del Consiglio d'Europa, e i governi europei hanno lavorato per ottenere una moratoria globale come un primo passo verso la sua abolizione in tutto il mondo.
- La pace perpetua. Mentre l'Europa, nel corso della sua storia, è stata teatro e causa di continui conflitti bellici, è diventata una regione di pace generalizzata, che ha fatto molti passi avanti lungo il percorso per raggiungere la condizione kantiana della pace perpetua. Una guerra tra stati della regione è considerata impensabile e impossibile, anche durante le più grandi difficoltà economiche o finanziarie.
- Multilateralismo. L'europeismo ha messo da parte gli egoismi nazionali a favore della cooperazione e del consenso, della promozione dei valori piuttosto che gli interessi, della dipendenza da norme e gli accordi internazionali, e della costruzione coalizioni e di lavoro attraverso le organizzazioni internazionali per risolvere i problemi comuni.